# Дурусу (озеро)

Озеро Дурусу на мапі

Дурусу або Теркос (тур. Durusu Gölü; Terkos Gölü) — водойма, розташована за 45 км на північний захід від міста Стамбул, Туреччина. Максимальна глибина — 11 м. Ширина 1-2 км. Площа дзеркала — 30,4 км². В озері водиться не менше 27 видів риб.

## Історія
Берегова лінія озера сильно еволюціонувала за останні 1000 років і продовжує змінюватися. Дурусу спочатку була затокою, розташованою в стратегічно важливому місці Східної Фракії. Район Теркоса був одним з останніх володінь згасаючої Візантії . У затоці також, час від часу, ховалися генуезькі пірати, про що свідчать залишки фортеці. Наноси річок та морські течії призвели до намиву піщаної коси гирлі річки Дурусу. У 1855 році французькі інженери запропонували перетворити лиман в озеро і використовувати його воду для водопостачання зростаючого населення Стамбула.

## Сучасність
У 1971 році для обмеження надходження солоної води з моря в солонуватий лиман, який фактично перетворився на основне джерело води для населення Стамбула, уздовж берега моря була зведена, так звана, Теркоська гребля, яка дозволила зарегулювати стік. До введення в дію проекту Мелен озеро Дурсу було провідним місцем водозабору для водопостачання фракійського берега Стамбула. Сучасний рівень води в озері варіює в межах від +4,5 до -1 м щодо рівня Чорного моря. Площа дзеркала збільшилася з 25 до 30,4 км (макс.). Береги озера оточують ліси. Поруч розташовано селище Дурусу — місце відпочинку городян влітку. За останні десятиліття в озері склалася прісноводні флора і фауна, якій загрожує поступовий розмив піщаної коси. При наявності дозволу, у водах озера можна ловити рибу і полювати на гусей.
На березі озера на середину 2010-х зводиться Новий аеропорт Стамбула.

## Ресурси Інтернету
- [Архівовано 11 березня 2016 у Wayback Machine.]